# Christopher Collins
Christopher Charles Collins, ursprungligen Christopher Lawrence Latta, även känd som Chris Latta, född 30 augusti 1949 i Orange i New Jersey, död 12 juni 1994 i Ventura i Kalifornien, var en amerikansk skådespelare, röstskådespelare och komiker. Han är kanske mest känd för att ha gjort rösten till Cobra Commander i G.I. Joe: A Real American Hero för TV-serier 1985 och 1989 och filmen G.I. Joe: The Movie 1987 samt Starscream på den första animerade Transformers-serien.